# جمانة مصطفى
جمانة مصطفى (1977 -) هي شاعرة وروائية فلسطينية أردنية،

## حياتها ونشأتها
من مواليد الكويت عام 1977، انتقلت عائلتها إلى الأردن في العام 1986، حيث أكملت دراستها الأساسية والجامعية، وحصلت على شهادة في الحقوق.

## مسيرتها
عملت في الصحافة المكتوبة والمرئية، وفي إدارة المشاريع الثقافية، ولها مشاركات دائمة في المهرجانات الأدبية والأنطولوجيات الشعرية، كما ترجمت قصائدها إلى العديد من اللغات، وصدرت لها مختارات بالإيطالية بعنوان "أتعثر كلما مشيتُ على مهل"
أصدرت جمانة مصطفى خمس مجموعات شعرية بالإضافة إلى عمل روائي، وأسّست مهرجانين متميّزين غير ربحيين في الأردن، سعت من خلالهما إلى إتاحة الفنون بالمجان تحت شعار "الفن في مواجهة التجهيل".
كان الأول مهرجان شعر في مسرح، الذي استمر من عام 2007 وحتى عام 2011، واعتمد على السينوغرافيا المستوحاة من قصائد للشعراء الضيوف. أما المهرجان الثاني، فضم الشعر والموسيقى والغناء والرقص والرسم التشكيلي والترجمات الأدبية، وقد عُقد لدورتين في عامي 2014 و2016، وتوقف بعد ذلك بسبب نقص التمويل، لكن محاولاتها لإحيائه لا تزال قائمة.
تقول عن بداياتها في التعرف على الشعر: "كان يوما باردا في شتاء 1990 ذلك الذي وقعت فيه على شعر شذاذ الآفاق والصعاليك للمرة الأولى، أحببتهم وأحببت شعرهم وقصصهم، وقبل أي شيء أحببت وقاحاتهم المؤرخة للانتقاص منهم، ووجدت نفسي كطفلة في الثالثة عشرة أشبه نفسي ومحاولات هروبي من المدرسة بهم وبتركهم قبائلهم والهروب منها إلى الصحراء الكبيرة، حيث لا قوانين تحكم ولا مفاخرات عقيمة. عثرت عليهم في كتاب مهمل في مكتبة المدرسة، لأن النظام التعليمي كاملاَ ومكتبة أبي كاملة أبقت أمرهم سرا، ويا له من عثور عظيم".

## إصدارات
| · غبطة برية                           | شعر   | دارا الفارابي                   | 2008 |
| · عشر نساء                            | شعر   | المؤسسة العربية للدراسات والنشر | 2009 |
| · لن أقول ما رأيت                     | شعر   | منشورات الأهلية                 | 2012 |
| · اعتدتُ ألا يراني أحد                 | شعر   | منشورات الأهلية                 | 2015 |
| · ليست أجمل من في قريش                | شعر   | دار خطوط وظلال                  | 2022 |
| · سرمدان – الغول والعنقاء والخل الوفي | رواية | دار أثر                         | 2024 |